# Gretchen Matthews
Gretchen L. Matthews (1973) é uma matemática estadunidense, especialista em teoria de códigos algébricos. É professora de matemática da Virginia Tech.

## Formação e carreira
Graduada em matemática pela Oklahoma State University em 1995, obteve um Ph.D. em matemática na Universidade do Estado da Luisiana em 1999, com a tese Weierstrass Pairs and Minimum Distance of Goppa Codes, orientada por Robert F. Lax.
Após pesquisas de pós-doutorado na Universidade do Tennessee foi para a Universidade Clemson em 2001, promovida a full professor em 2012. Foi para a Virginia Tech em 2018.
É catedrática do Committee on the Participation of Women da Mathematical Association of America para 2020–2023.

## Reconhecimentos
Foi nomeada fellow da Association for Women in Mathematics, na classe de fellows de 2021, "for contributions to and leadership of activities to encourage girls and women to study and enjoy mathematics; for service to the profession in fostering collaborative research groups with junior faculty and postdocs; and for excellence in mentoring".